# Hana Kieswettrová
Hana Kieswettrová, křtěná Johanna (21. května 1873 Plzeň – 17. října 1947), byla česká odborná učitelka a spisovatelka.

## Životopis
Rodiče Hany Kieswettrové byli Erhard Kieswetter městský účetní v Plzni (1843 – 19. března 1881) a Anna Kieswettrová, rozená Brožíková (1850 – 24. října 1942). Hana měla tři mladší sestry: Růženu Fišovou (* 14. února 1875), Gustu Alstrovou (* 2. srpna 1878) a Annu Bajerovou (* 22. dubna 1881).
Johanna Kieswettrová odpadla od církve katolické 28. února 1921 Byla odbornou učitelkou, členkou odboru Českých feriálních osad (dobročinné zařízení), kde byla činná v loutkářství. V Loutkovém divadle Feriálních osad spolupracovala s Josefem Skupou. Psala poučné i zábavné články pro mládež, pedagogické stati, vlastivědné a příležitostné články do časopisů Mladá stráž, Časopis učitelek, Plzeňsko aj.

## Dílo

#### Drama
- Poklad vyhnancův: historická hra o 1 obrazu. Praha: Ústřední nakladatelství a knihkupectví učitelstva čsl., 1922[4]

#### Články
- Vznik české dívčí školy a první učitelky v Plzni[5]